# Dasychira basiflava
Dasychira basiflava är en fjärilsart som beskrevs av Pack. 1894. Dasychira basiflava ingår i släktet Dasychira och familjen tofsspinnare. Inga underarter finns listade i Catalogue of Life.

## Bildgalleri

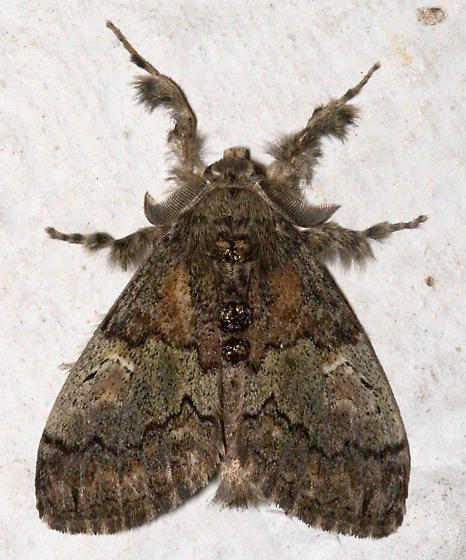